# غاري فريزر
غاري فريزر (بالإنجليزية: Gary Fraser)‏ (2 يوليو 1994 بغلاسكو في المملكة المتحدة - ) هو لاعب كرة قدم بريطاني في مركز الدفاع. لعب مع بولتون واندررز ونادي بارتيك ثيسل ونادي سلتيك وهاميلتون أكاديميكال.

## وصلات خارجية
- غاري فريزر على موقع قاعدة بيانات كرة القدم.إي يو (الإنجليزية)